# Common Gateway Interface

Schéma fungování CGI protokolu pro projení externích aplikací s webovým serverem.

Common Gateway Interface (zkráceně CGI) je protokol pro propojení externích aplikací s webovým serverem. To serveru umožňuje delegovat požadavek od klienta na externí aplikaci, která dle požadavku vrátí výstup. Taková aplikace typicky zpracuje nějaký skript ve webové stránce a webovému serveru navrátí statickou stránku, která je následně poslána klientovi jako výstup jeho požadavku.
Rozhraní Common Gateway Interface bylo v prostředí internetu přítomno již od počátku 90. let a ve své době představovalo jediný způsob dynamického zpracování obsahu. Postupně vznikla efektivnější řešení (FastCGI, integrace skriptovacích jazyků jako modulu WWW serveru) a CGI bylo vytlačeno do ústraní.

## Další informace
Webový server, který podporuje rozhraní CGI, lze nakonfigurovat pro interpretaci adresy URL, která odkazuje na CGI skripty. Standardně se cgi-bin adresáře ukládají v kořenovém adresáři stromové struktury a se všemi takto uloženými soubory se nakládá jako s CGI skripty. Další populární úmluva je rozpoznávání pomocí přípony; například pokud je u CGI skriptů použita přípona .cgi, může být webový server nakonfigurován tak, aby interpretoval všechny tyto soubory jako CGI skripty.
V případě použití HTTP metody PUT nebo POST jsou uživatelská data předána v rámci programu přes standardní vstup. V každém případě se podle standardu CGI data předávají do aplikace pomocí některých specifických proměnných prostředí. Toto je v kontrastu s typickým provedením, kde argumenty příkazové řádky jsou používány a prostředí je v nepřetržitém běhu a nedá se mu věřit. Webový server vytváří malé a účinné podmnožiny proměnných prostředí jemu předaných a přidává detaily vztahující se k vykonání programu.

## Jednoduchý příklad
Následující CGI program vypisuje všechny proměnné prostředí povolené na webovém serveru:
```
 
#!/usr/local/bin/perl

 
##

 
## printenv—demo CGI program which just prints its environment

 
##

 
#

 
print
 
"Content-type: text/plain\n\n"
;

 
foreach
 
$var
 
(
sort
(
keys
(
%ENV
)))
 
{

 
$val
 
=
 
$ENV
{
$var
};

 
$val
 
=~
 
s
|\
n
|\\
n
|
g
;

 
$val
 
=~
 
s
|
"|\\"
|
g
;

 
print
 
"${var}=\"${val}\"\n"
;

 
}

```

- Pokud si webový prohlížeč vyžádá informace proměnných prostředí na http://example.com/cgi-bin/printenv.pl/foo/bar?var1=value1&var2=with%20percent%20encoding, 64bitový Microsoft Windows webový server na kterém běží Cygwin vrátí následující informace:

```
COMSPEC="C:\Windows\system32\cmd.exe"
DOCUMENT_ROOT="C:/Program Files (x86)/Apache Software Foundation/Apache2.2/htdocs"
GATEWAY_INTERFACE="CGI/1.1"
HOME="/home/SYSTEM"
HTTP_ACCEPT="text/html,application/xhtml+xml,application/xml;q=0.9,*/*;q=0.8"
HTTP_ACCEPT_CHARSET="ISO-8859-1,utf-8;q=0.7,*;q=0.7"
HTTP_ACCEPT_ENCODING="gzip, deflate"
HTTP_ACCEPT_LANGUAGE="en-us,en;q=0.5"
HTTP_CONNECTION="keep-alive"
HTTP_HOST="example.com"
HTTP_USER_AGENT="Mozilla/5.0 (Windows NT 6.1; WOW64; rv:5.0) Gecko/20100101 Firefox/5.0"
PATH="/home/SYSTEM/bin:/bin:/cygdrive/c/progra~2/php:/cygdrive/c/windows/system32:..."
PATHEXT=".COM;.EXE;.BAT;.CMD;.VBS;.VBE;.JS;.JSE;.WSF;.WSH;.MSC"
PATH_INFO="/foo/bar"
PATH_TRANSLATED="C:\Program Files (x86)\Apache Software Foundation\Apache2.2\htdocs\foo\bar"
QUERY_STRING="var1=value1&var2=with%20percent%20encoding"
REMOTE_ADDR="127.0.0.1"
REMOTE_PORT="63555"
REQUEST_METHOD="GET"
REQUEST_URI="/cgi-bin/printenv.pl/foo/bar?var1=value1&var2=with%20percent%20encoding"
SCRIPT_FILENAME="C:/Program Files (x86)/Apache Software Foundation/Apache2.2/cgi-bin/printenv.pl"
SCRIPT_NAME="/cgi-bin/printenv.pl"
SERVER_ADDR="127.0.0.1"
SERVER_ADMIN="(server admin's email address)"
SERVER_NAME="127.0.0.1"
SERVER_PORT="80"
SERVER_PROTOCOL="HTTP/1.1"
SERVER_SIGNATURE=""
SERVER_SOFTWARE="Apache/2.2.19 (Win32) PHP/5.2.17"
SYSTEMROOT="C:\Windows"
TERM="cygwin"
WINDIR="C:\Windows"
```

Z výpisu vidíme, že uživatel používá prohlížeč Firefox, který běží na operačním systému Windows 7. Webový server Apache běží na systému, který emuluje Unix, a CGI skript má název cgi-bin/printenv.pl